# Зеландия (континент)

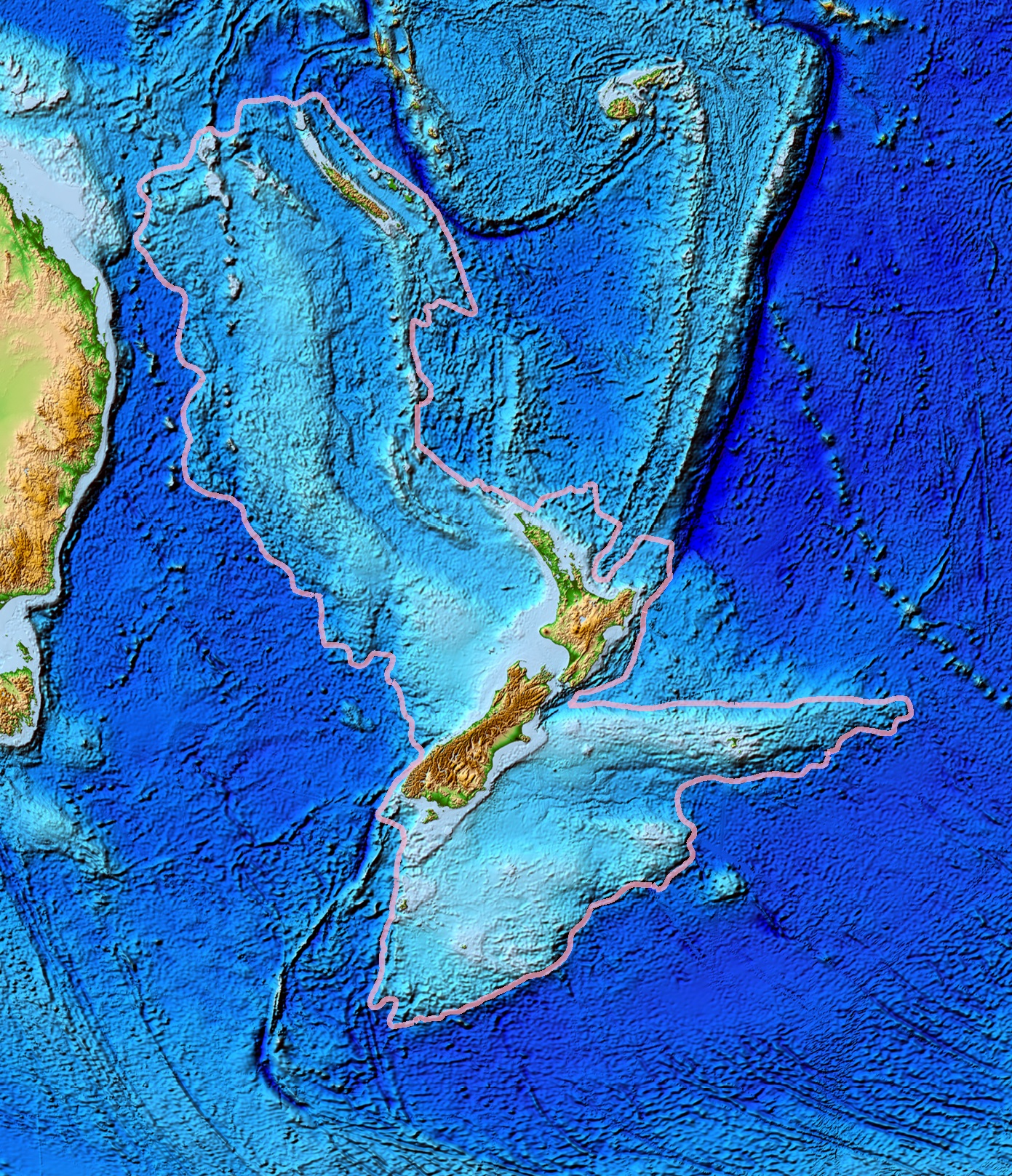
Топографическая карта Зеландии, на которой видны границы с Австралией, Фиджи, Вануату

Карта южной части Зеландии

Зела́ндия — гипотеза, выдвинутая в 2017 году научной группой в составе 11 геологов из Новой Зеландии, Австралии и Новой Каледонии, которые полагают, что Зеландия удовлетворяет всем необходимым критериям, чтобы считаться затопленным континентом, а не микроконтинентом или континентальным фрагментом.

## Описание
Бо́льшая часть (примерно 94 %) гипотетического континента расположена под водами Тихого океана, к континентальной суше относят острова архипелага Новая Каледония и новозеландские острова Северный и Южный. Возможно, что гипотетический континент был полностью затоплен около 23 миллионов лет назад, однако нельзя однозначно утверждать, что он когда-либо полностью становился сушей. Указанные учёные полагают, что Зеландия откололась от Австралии 60—85 миллионов лет назад и от Антарктиды в период между 130 и 85 миллионами лет назад.
Новая Зеландия — самая большая часть Зеландии, являющаяся сушей, вторая по площади — Новая Каледония. Площадь гипотетического континента составляет около 4,9 млн км²; это больше площади Гренландии или Индии и более половины площади Австралийского континента.
Наиболее значительные части Зеландии, находящиеся под водой, — хребет Лорд-Хау, плато Челленджер, плато Кэмпбелл, хребет Норфолк, плато Гикуранги и плато Чатам. Меньшими подводными частями являются четыре плато — Луисайд, Мелиш, Кенн и Честерфилд, а также хребет Демпер.
Высказывается мнение, что подводная гора Гилберт также может быть частью гипотетического континента Зеландии, так как между ней и Новой Зеландией нет океанической коры.

## Геология
В отличие от большинства континентов, Зеландия в значительной степени состоит из двух примерно параллельных подводных горных систем (хребтов). Горные хребты поднимаются от океанского дна до глубин 1000—1500 метров, с редкими скалистыми островами, возвышающимися над уровнем моря. Это хребты континентального типа, но ниже в возвышении, чем нормальные континенты, поскольку их кора тоньше, чем обычно (толщина примерно до 20 км).
Около 25 миллионов лет назад южная часть Зеландии начала перемещаться относительно северной части (лежащей на Индо-Австралийский плите). Тектонические усилия через границу плиты привели к формированию орогена Южных Альп. Дальше на север субдукция Тихоокеанской плиты привела к обширному вулканизму (полуостров Коромандел, вулканическая зона Таупо и др.).
Хотя Зеландия переместилась примерно на 6000 км к северо-западу от места раскола с Антарктидой, вулканы имеют тот же состав магм, что и в соседних частях Антарктиды и Австралии.
В 2023 году учёные объявили о том, что завершили разработку и создание самой подробной карты Зеландии.